# Gottmadingen
Gottmadingen – miejscowość i gmina w Niemczech, w kraju związkowym Badenia-Wirtembergia, w rejencji Fryburg, w regionie Hochrhein-Bodensee, w powiecie Konstancja, siedziba wspólnoty administracyjnej Gottmadingen.